# Échoendoscopie bronchique
L''échoendoscopie bronchique (ou EBUS pour endobronchial ultrasound) est une technique d'exploration des bronches par fibroscopie à laquelle est adjointe une échographie. Celle-ci est utilisée pour repérer des ganglions qui peuvent être biopsiés à l'aiguille dans le même temps. L'échoendoscopie bronchique est particulièrement utilisée dans la stadification des cancers du poumon en complément de la médiastinoscopie.

## Historique
Les premiers fibroscopes souples, destinés à l'endoscopie digestive, sont apparus au Japon en 1962. En 1964, le chirurgien japonais Shigeto Ikeda développe le premier fibroscope souple destiné à l'exploration des voies respiratoires. Les premières biopsies transbronchiques par fibroscopie souple sont réalisées en 1981, et le modèle d'aiguilles utilisées standardisé en 1983. La biopsie est alors réalisée à l'aveugle à travers la paroi bronchique, et l'absence de possibilité de repérage précis de la zone à biopsier diminue la sensibilité de la technique.
La technique de l'EBUS est publiée pour la première fois en 1992 par deux médecins allemands d'Aix-la-Chapelle, Thomas Hürter et Peter Hanrath,. Ne disposant pas d'endoscope dédié, ils utilisent une sonde d'échographie par le canal opérateur d'un fibroscope bronchique souple de gros calibre.

## Matériel
Il existe deux types de sondes d'EBUS : les sondes radiales fournissant une image à 360°, et les sondes linéaires fournissant une image de 50° dans le plan du grand axe de la sonde. Quelle que soit la sonde, un ballonnet rempli d'eau ou de sérum physiologique doit être gonflé en regard de la sonde d'échographie, afin qu'un bon contact de la sonde à la paroi permette la diffusion des ultrasons dans les tissus.

## Indications
De manière générale, l'EBUS est réalisée afin d'avoir un diagnostic sur des ganglions lymphatiques du médiastin ou des tumeurs proches de la trachée et des bronches souches. L'EBUS est ainsi souvent utilisée dans la stadification des tumeurs du poumon, pour rechercher un envahissement ganglionnaire. Il est recommandé d'explorer les ganglions du médiastin en cas de doute radiologique sur leur envahissement (hyperfixation au TEP scanner), de tumeur pulmonaire associée non hyperfixante, de tumeur très proximale, ou de tumeur périphérique de plus de 3 cm.
Elle vient en complément, et parfois en remplacement, de la médiastinoscopie. L'EBUS est en effet recommandé en première intention devant des ganglions suspects dans ce contexte ; la médiastinoscopie est réalisée lorsque l'EBUS n'est pas contributive. En cas de forte suspicion d'envahissement ganglionnaire (fixation au TEP scanner), et si l'EBUS ne retrouve que des ganglions sains, la médiastinoscopie est recommandée en complément afin d'affirmer leur caractère sain.
En 2016, c'est aussi un examen recommandé pour le diagnostic de la sarcoïdose et de la tuberculose ganglionnaire, et accepté pour celui des lymphomes.
L'EBUS peut parfois être remplacé par une échoendoscopie œsophagienne, si la zone à explorer est au contact de l'œsophage.

## Région explorée
L'EBUS permet de réaliser des biopsies sur les groupes ganglionnaires proches des hiles pulmonaires et de la trachée, avec une meilleure spécificité que la biopsie trans bronchique à l'aveugle.
Les sondes radiales permettent également de biopsier des nodules pulmonaires de plus de 2 cm,.

## Conditions de réalisation
Des recommandations ont été émises en 2016 par l'American College of Chest Physicians et publiées dans la revue Chest. Elles sont les suivantes :
- réalisation de l'examen sous sédation ;
- réalisation systématique de biopsie des structures anormales visualisées, avec ou sans aspiration, par une aiguille de 21 ou 22 gauge ;
- pour le diagnostic des cancers du poumon, obtention d'une autre preuve histologique (fibroscopie bronchique, ponction sous scanner...)
- formation des praticiens par simulation en plus de la pratique réelle, avec une évaluation objective.

L'examen est réalisé en ambulatoire ou lors d'une hospitalisation courte d'une journée. En raison de la sédation, ainsi que de l'anesthésie locale réalisée en complément sur la gorge et le larynx, il est nécessaire d'être à jeun depuis 4 à 6 heures,. En cas de traitement anticoagulant (antivitamine K) ou antiaggrégant (clopidogrel, aspirine), celui-ci doit être interrompu quelques jours avant l'examen, afin de diminuer le risque de saignement lors de la réalisation des biopsies. Une prise de sang destinée à vérifier l'absence de troubles de la coagulation est par ailleurs réalisée avant l'examen.
En raison du diamètre de l'endoscope, celui-ci est inséré par la bouche et non par le nez comme pour une fibroscopie bronchique.
Les complications sont rares et généralement peu sévères. Les crachats peuvent être teintés de quelques filets de sang dans les heures suivant la réalisation des biopsies, de manière normale. Les complications peuvent être à type de pneumothorax ou pneumomédiastin, et parfois de fièvre pouvant évoluer exceptionnellement en médiastinite.